# Lúčky (Košice)
Lúčky (in ungherese Vámoslucska) è un comune della Slovacchia facente parte del distretto di Michalovce, nella regione di Košice.